# NGC 7599
NGC 7599 é uma galáxia espiral barrada (SBc) localizada na direcção da constelação de Grus. Possui uma declinação de -42° 15' 29" e uma ascensão recta de 23 horas, 19 minutos e 20,8 segundos.
A galáxia NGC 7599 foi descoberta em 2 de Setembro de 1836 por John Herschel.